# ヤルニ・コールマン
ヤルニ・コールマン（Jarni Koorman、1999年3月15日 - ）は、オランダ・ズヴォレ出身のサッカー選手。ゴー・アヘッド・カンペン所属。ポジションはMF。